# New Laguna, Novi Meksiko
New Laguna je naseljeno neuključeno područje u okrugu Ciboli u američkoj saveznoj državi Novom Meksiku. 
Ime je prikupio Američki geološki zavod između 1976. i 1981. u prvoj fazi prikupljenja zemljopisnih imena, a Informacijski sustav zemljopisnih imena (Geographic Names Information System) ga je unio u popis 13. studenoga 1980. godine.

## Zemljopis
Nalazi se na 35°2′27″N 107°25′19″W / 35.04083°N 107.42194°W

## Promet
New Laguna se nalazi duž Državne ceste Novog Meksika br. 124, 3,62 km zapadno od Lagune. U New Laguni je poštanski ured ZIP koda 87038.